# Købmanden i Venedig (film fra 1916)
 For alternative betydninger, se Købmanden i Venedig (flertydig). (Se også artikler, som begynder med Købmanden i Venedig)
Købmanden i Venedig er en britisk stumfilm fra 1916 af Walter West.
Filmen er en filmatisering af William Shakespeares skuespil Købmanden i Venedig.

## Medvirkende
- Matheson Lang som Shylock.
- Nellie Hutin Britton som Portia.
- Joseph R. Tozer som Bassanio.
- George Skillan som Antonio.
- Kathleen Hazel Jones som Jessica.